# Wijken en buurten in Alkmaar
De Nederlandse gemeente Alkmaar is voor statistische doeleinden door het het Centraal Bureau voor de Statistiek (CBS) onderverdeeld in wijken en buurten. Ook de gegevens van de met Alkmaar gefuseerde gemeenten Graft-De Rijp en Schermer zijn opgenomen. De fusie vond plaats in 2015, maar de gegevens dateren van 2008.

## Voor 2015
Het gebied van de gemeente, voor de fusie van 1 januari 2015, is verdeeld in de volgende statistische wijken:
- Wijk 01 Zuid (CBS-wijkcode:036101)
- Wijk 02 Oudorp (CBS-wijkcode:036102)
- Wijk 03 Overdie (CBS-wijkcode:036103)
- Wijk 04 West (CBS-wijkcode:036104)
- Wijk 05 Huiswaard-Zuid (CBS-wijkcode:036105)
- Wijk 06 Huiswaard-Noord (CBS-wijkcode:036106)
- Wijk 07 Daalmeer en Koedijk (CBS-wijkcode:036107)
- Wijk 08 Binnenstad (CBS-wijkcode:036108)

Een statistische wijk kan bestaan uit meerdere buurten. Onderstaande tabel geeft de buurtindeling met kentallen volgens het CBS (2008):
| CBS-buurtcode | Buurtnaam                           | Inwonertal | Opp. totaal (ha) | Opp. land (ha) | Ligging                |
| ------------- | ----------------------------------- | ---------- | ---------------- | -------------- | ---------------------- |
| BU03610100    | Kooimeer                            | 2020       | 26               | 26             | Locatie in de gemeente |
| BU03610101    | Dillenburg en Stadhouderskwartier   | 1370       | 21               | 20             | Locatie in de gemeente |
| BU03610102    | Staatsliedenkwartier en Landstraten | 2210       | 22               | 21             | Locatie in de gemeente |
| BU03610103    | Oud-Rochdale                        | 840        | 10               | 9              | Locatie in de gemeente |
| BU03610104    | Emmakwartier                        | 1660       | 19               | 18             | Locatie in de gemeente |
| BU03610105    | Nassaukwartier en Hout              | 1500       | 57               | 56             | Locatie in de gemeente |
| BU03610106    | Oranjepark                          | 980        | 49               | 49             | Locatie in de gemeente |
| BU03610107    | Cranenbroek                         | 470        | 18               | 18             | Locatie in de gemeente |
| BU03610108    | Bloemwijk en Zocherkwartier         | 1660       | 18               | 18             | Locatie in de gemeente |
| BU03610109    | Burgemeesterskwartier               | 1480       | 19               | 19             | Locatie in de gemeente |
| BU03610200    | Rekerbuurt en Ooievaarsnest         | 2130       | 59               | 53             | Locatie in de gemeente |
| BU03610201    | Oudorp-Noord en Oudorp-Oost         | 2290       | 187              | 163            | Locatie in de gemeente |
| BU03610202    | Oudorp-Centrum                      | 2030       | 48               | 48             | Locatie in de gemeente |
| BU03610203    | Schermereiland en Omval             | 1400       | 102              | 94             | Locatie in de gemeente |
| BU03610204    | Oudorperpolder-Zuid                 | 2140       | 26               | 24             | Locatie in de gemeente |
| BU03610205    | Oudorperpolder-Midden               | 520        | 13               | 13             | Locatie in de gemeente |
| BU03610206    | Oudorperpolder-Noord                | 1100       | 21               | 20             | Locatie in de gemeente |
| BU03610209    | Nollen en Beverkoog                 | 740        | 180              | 168            | Locatie in de gemeente |
| BU03610300    | Oud-Overdie                         | 2480       | 33               | 30             | Locatie in de gemeente |
| BU03610301    | Oosterhout                          | 570        | 81               | 74             | Locatie in de gemeente |
| BU03610302    | Overdie-Oost                        | 3110       | 31               | 29             | Locatie in de gemeente |
| BU03610303    | Overdie-West                        | 1130       | 26               | 25             | Locatie in de gemeente |
| BU03610308    | Boekelermeer-Zuid                   | 40         | 300              | 294            | Locatie in de gemeente |
| BU03610309    | Boekelermeer-Noord                  | 20         | 150              | 134            | Locatie in de gemeente |
| BU03610400    | De Hoef III en IV                   | 3810       | 74               | 73             | Locatie in de gemeente |
| BU03610401    | De Hoef I en II                     | 3180       | 55               | 52             | Locatie in de gemeente |
| BU03610402    | Bergerwegkwartier                   | 1430       | 20               | 19             | Locatie in de gemeente |
| BU03610403    | Bergerhof en Blaeustraatkwartier    | 1360       | 65               | 59             | Locatie in de gemeente |
| BU03610404    | Bergermeer                          | 2000       | 48               | 45             | Locatie in de gemeente |
| BU03610409    | Landelijk gebied-West               | 160        | 381              | 364            | Locatie in de gemeente |
| BU03610500    | Huiswaard-1-Zuid                    | 2620       | 45               | 43             | Locatie in de gemeente |
| BU03610501    | Muiderwaard                         | 810        | 11               | 11             | Locatie in de gemeente |
| BU03610502    | Huiswaard-2-West                    | 2450       | 33               | 31             | Locatie in de gemeente |
| BU03610503    | Huiswaard-2-Oost                    | 1520       | 34               | 34             | Locatie in de gemeente |
| BU03610504    | Vroonermeer-Zuid                    | 3260       | 45               | 42             | Locatie in de gemeente |
| BU03610505    | Vroonermeer-Noord                   | 0          | 34               | 34             | Locatie in de gemeente |
| BU03610600    | 't Rak-Zuid                         | 3930       | 69               | 65             | Locatie in de gemeente |
| BU03610601    | 't Rak-Noord                        | 3200       | 55               | 48             | Locatie in de gemeente |
| BU03610602    | De Horn-Noord                       | 3340       | 50               | 48             | Locatie in de gemeente |
| BU03610603    | De Horn-Zuid                        | 3390       | 49               | 47             | Locatie in de gemeente |
| BU03610604    | De Mare                             | 2530       | 60               | 55             | Locatie in de gemeente |
| BU03610700    | Daalmeer-Zuidoost                   | 3070       | 49               | 47             | Locatie in de gemeente |
| BU03610701    | Daalmeer-Zuidwest                   | 3060       | 42               | 41             | Locatie in de gemeente |
| BU03610702    | Koedijk en De Weijdt                | 2660       | 75               | 66             | Locatie in de gemeente |
| BU03610703    | Daalmeer-Noordwest                  | 2640       | 29               | 28             | Locatie in de gemeente |
| BU03610704    | Daalmeer-Noordoost                  | 2760       | 44               | 41             | Locatie in de gemeente |
| BU03610709    | Landelijk gebied Noord              | 20         | 110              | 110            | Locatie in de gemeente |
| BU03610800    | Binnenstad-West                     | 2210       | 41               | 36             | Locatie in de gemeente |
| BU03610801    | Binnenstad-Oost                     | 2180       | 26               | 23             | Locatie in de gemeente |
| BU03610802    | Spoorbuurt                          | 2030       | 26               | 23             | Locatie in de gemeente |
| BU03610803    | Overstad                            | 360        | 34               | 33             | Locatie in de gemeente |

## Graft-De Rijp
De op 1 januari 2015 opgenomen gemeente Graft-De Rijp was voor  statistische doeleinden onderverdeeld in wijken en buurten. De gemeente was verdeeld in de volgende statistische wijken:
- Wijk 00 De Rijp (CBS-wijkcode:036500)
- Wijk 01 Graft en omgeving (CBS-wijkcode:036501)

Een statistische wijk kan bestaan uit meerdere buurten. Onderstaande tabel geeft de buurtindeling met kentallen volgens het Centraal Bureau voor de Statistiek (2008):
| CBS-buurtcode | Buurtnaam                                 | Inwonertal | Opp. totaal (ha) | Opp. land (ha) | Ligging                |
| ------------- | ----------------------------------------- | ---------- | ---------------- | -------------- | ---------------------- |
| BU03650000    | De Rijp                                   | 1020       | 155              | 128            | Locatie in de gemeente |
| BU03650001    | Zuideinde-Julianalaan                     | 780        | 35               | 32             | Locatie in de gemeente |
| BU03650002    | Bellesloot                                | 2200       | 201              | 183            | Locatie in de gemeente |
| BU03650100    | Graft                                     | 810        | 122              | 104            | Locatie in de gemeente |
| BU03650101    | Noordeinde                                | 100        | 192              | 170            | Locatie in de gemeente |
| BU03650102    | West-Graftdijk                            | 710        | 303              | 263            | Locatie in de gemeente |
| BU03650103    | Oost-Graftdijk                            | 340        | 154              | 140            | Locatie in de gemeente |
| BU03650104    | Markenbinnen                              | 320        | 148              | 142            | Locatie in de gemeente |
| BU03650108    | Verspreide huizen in de Starnmeerpolder   | 220        | 682              | 668            | Locatie in de gemeente |
| BU03650109    | Verspreide huizen in de Graftermeerpolder | 50         | 184              | 183            | Locatie in de gemeente |

## Schermer
De op 1 januari 2015 opgenomen gemeente Schermer was voor  statistische doeleinden onderverdeeld in wijken en buurten. De gemeente was verdeeld in de volgende statistische wijken:
- Wijk 00 Oterleek (CBS-wijkcode:045800)
- Wijk 01 Schermerhorn (CBS-wijkcode:045801)
- Wijk 02 Zuid- en Noord-Schermer (CBS-wijkcode:045802)
- Wijk 03 Schermeer (CBS-wijkcode:045803)

Een statistische wijk kan bestaan uit meerdere buurten. Onderstaande tabel geeft de buurtindeling met kentallen volgens het Centraal Bureau voor de Statistiek (2008):
| CBS-buurtcode | Buurtnaam                                        | Inwonertal | Opp. totaal (ha) | Opp. land (ha) | Ligging                |
| ------------- | ------------------------------------------------ | ---------- | ---------------- | -------------- | ---------------------- |
| BU04580000    | Oterleek                                         | 410        | 191              | 188            | Locatie in de gemeente |
| BU04580100    | Schermerhorn                                     | 470        | 166              | 130            | Locatie in de gemeente |
| BU04580101    | Schermerhorn-Zuidoost                            | 670        | 31               | 27             | Locatie in de gemeente |
| BU04580109    | Verspreide huizen in de polder Mijzen            | 60         | 248              | 231            | Locatie in de gemeente |
| BU04580200    | Grootschermer                                    | 620        | 470              | 392            | Locatie in de gemeente |
| BU04580201    | Driehuizen                                       | 190        | 268              | 243            | Locatie in de gemeente |
| BU04580202    | Zuidschermer                                     | 420        | 926              | 886            | Locatie in de gemeente |
| BU04580209    | Verspreide huizen in de Noordeindermeerpolder    | 50         | 219              | 219            | Locatie in de gemeente |
| BU04580300    | Stompetoren                                      | 1630       | 554              | 540            | Locatie in de gemeente |
| BU04580301    | Schermeer Schermerhorn                           | 150        | 647              | 635            | Locatie in de gemeente |
| BU04580302    | Schermeer Zuid- en Noord-Schermer                | 240        | 1008             | 984            | Locatie in de gemeente |
| BU04580307    | Verspreide huizen in de polder Schermeer         | 40         | 168              | 161            | Locatie in de gemeente |
| BU04580308    | Oudorp en Omval                                  | 110        | 429              | 419            | Locatie in de gemeente |
| BU04580309    | Verspreide huizen Lange Molenweg, Korte Molenweg | 250        | 1119             | 1098           | Locatie in de gemeente |